# Jonathan Mexique
Jonathan Mexique (Le Mans, 10 maart 1995 ) is een Frans voetballer die bij voorkeur als middenvelder speelt. Mexique staat sinds 2013 onder contract bij AS Monaco. Vanaf januari 2018 wordt hij uitgeleend aan Tours FC.

## Referentie
1. ↑  https://www.transfermarkt.nl/jonathan-mexique/profil/spieler/182823. Gearchiveerd op 31 maart 2023.